# Chinophagus
Chinophagus é um género de coleópteros da família Erotylidae.